# سهير ملطخ

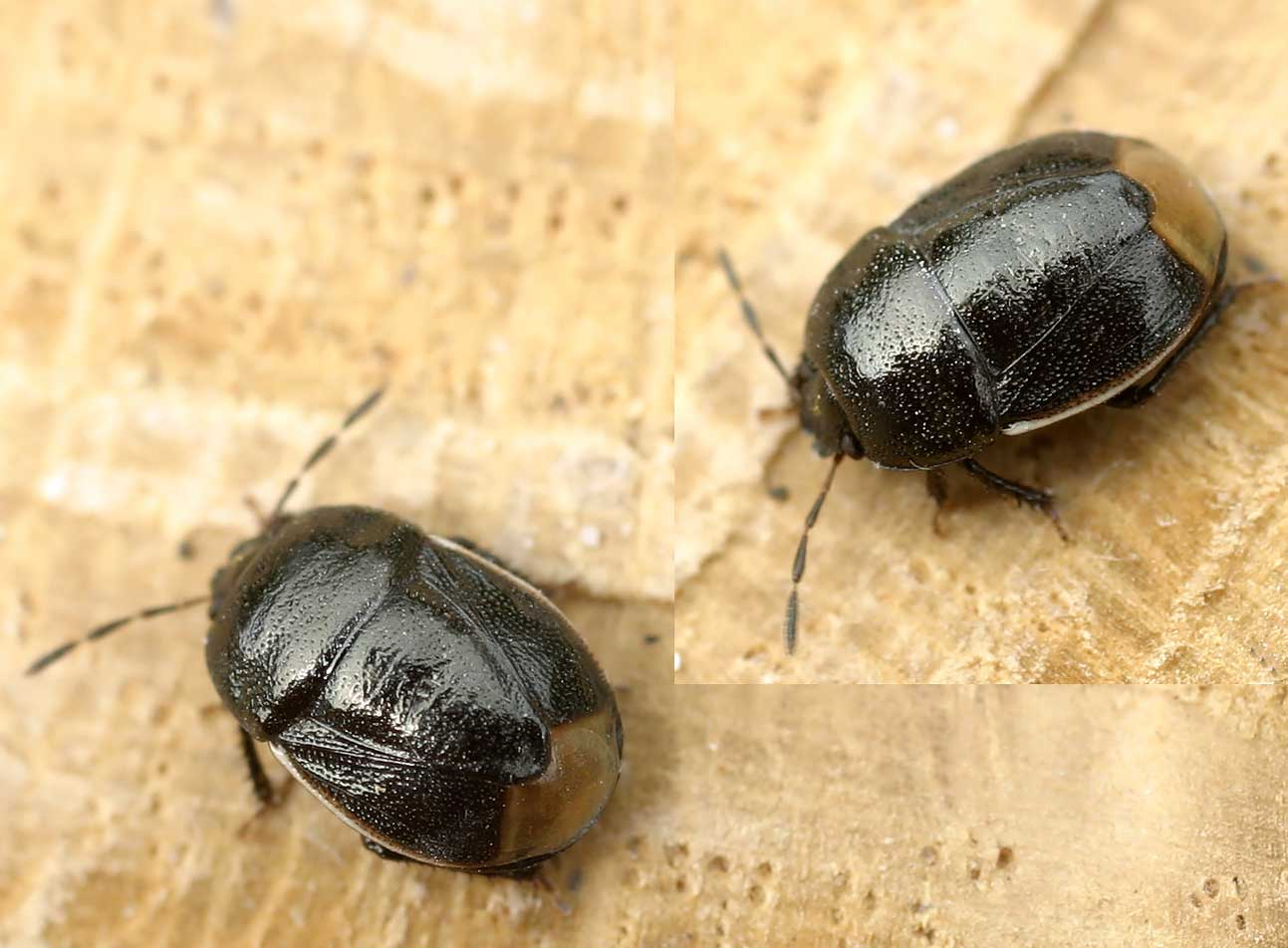

السهير المُلطَّخ هو نوع من جنس سهير في فصيلة المشهورات ، فُصيلة السهيرية.